# Montante de abanico

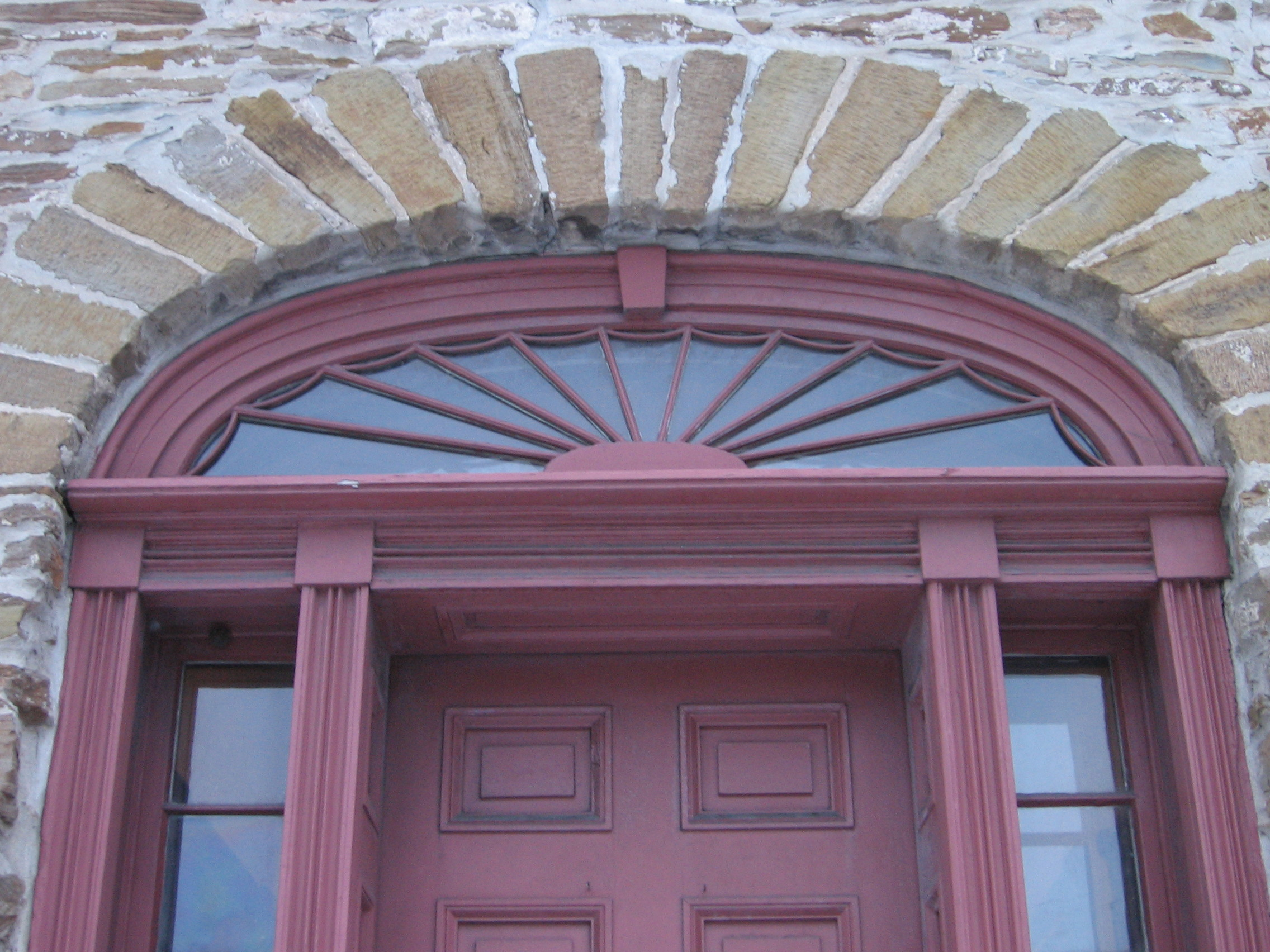
Montante de abanico en Montgomery's Inn, Ontario

Un montante de abanico es una ventana, de forma semicircular o semielíptica,  con barras acristaladas o conjunto de tracería en radio hacia afuera como un abanico abierto. Está colocado sobre otra ventana o la puerta principal, y a veces tiene bisagras en un travesaño. Las barras en la ventana acristalada se extiende hacia afuera en forma de "luz de resplandor solar" o "sunburst light".

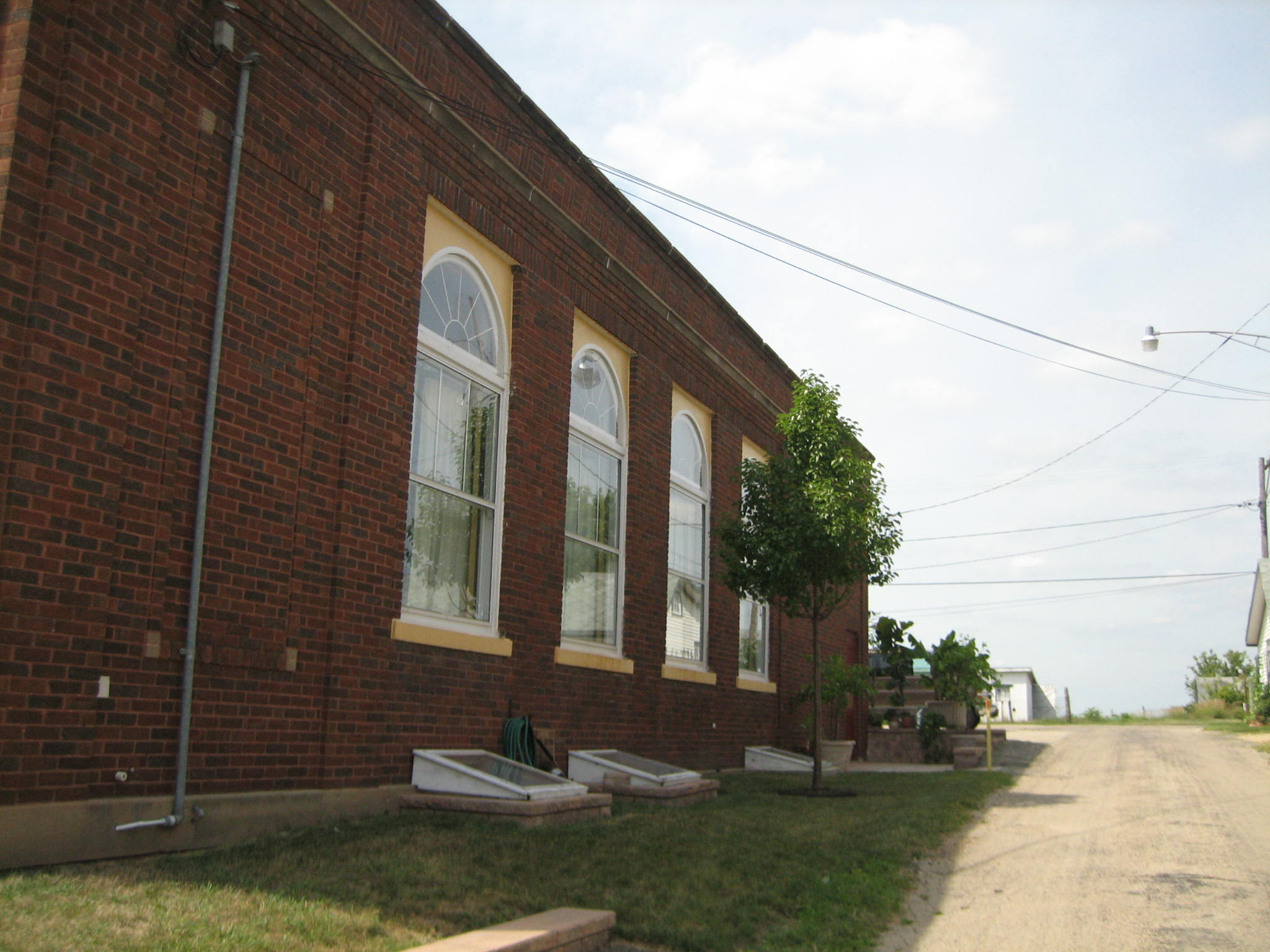
Semi-circular fanlight windows with brick divides, People's State Bank (Orangeville, Illinois)
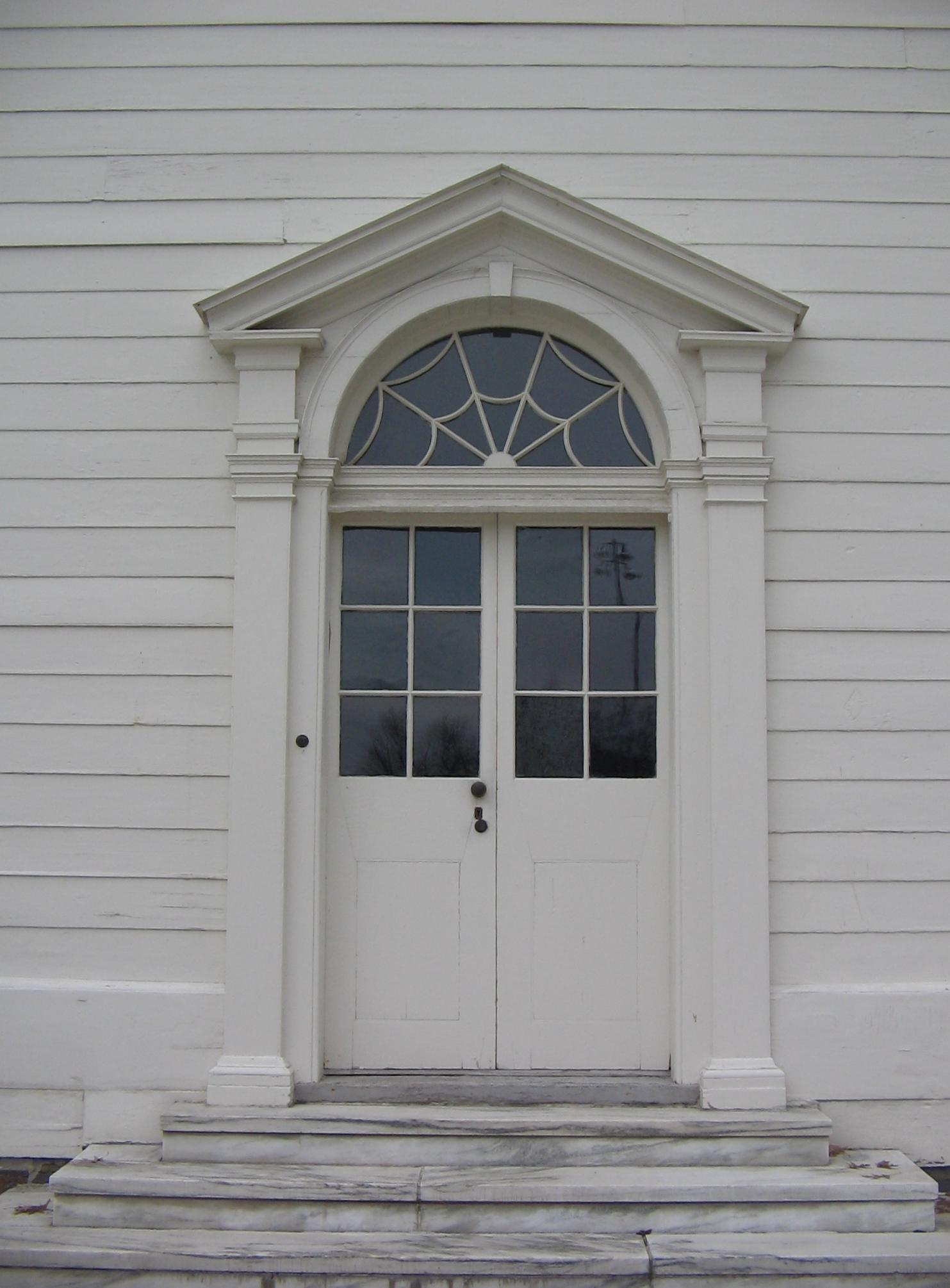
Puerta principal y montante en abanico, Joseph Priestley Casa en Northumberland, Pensilvania
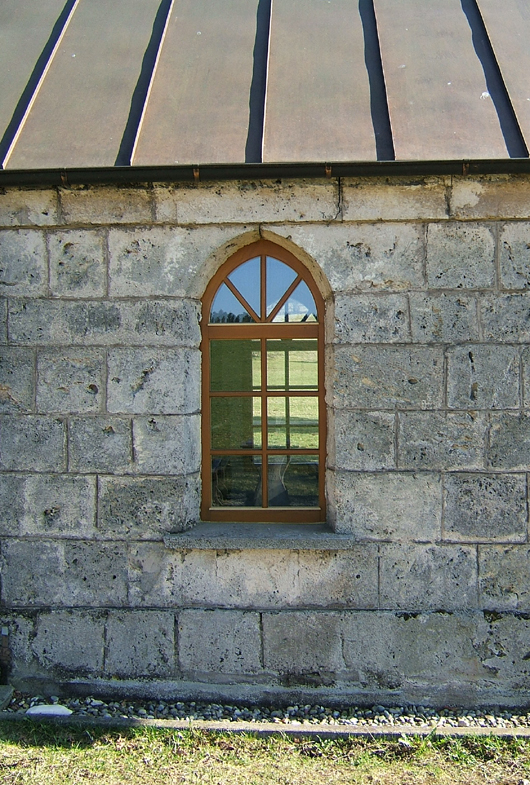
Alemania
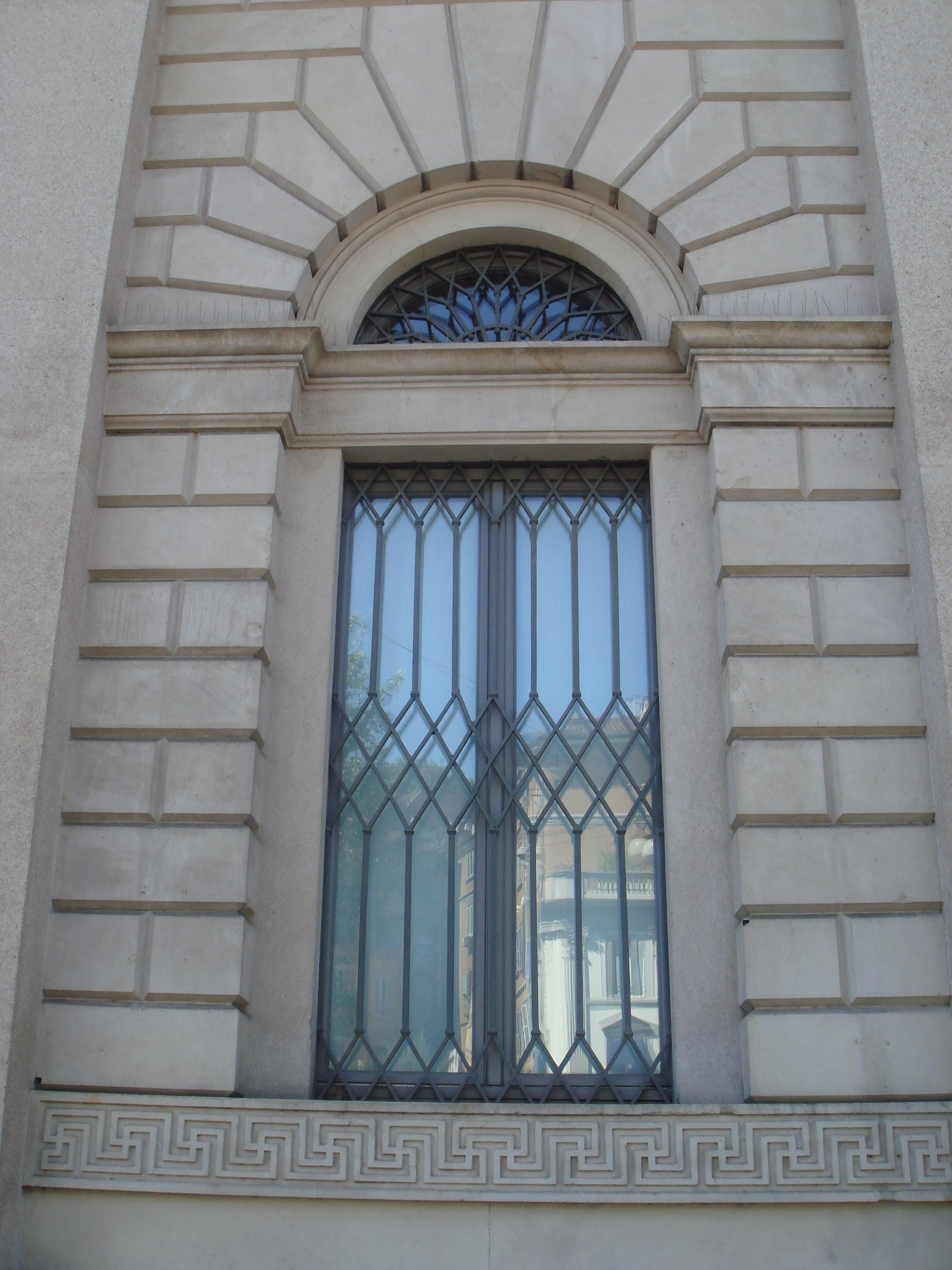
City gate Milán, Italy
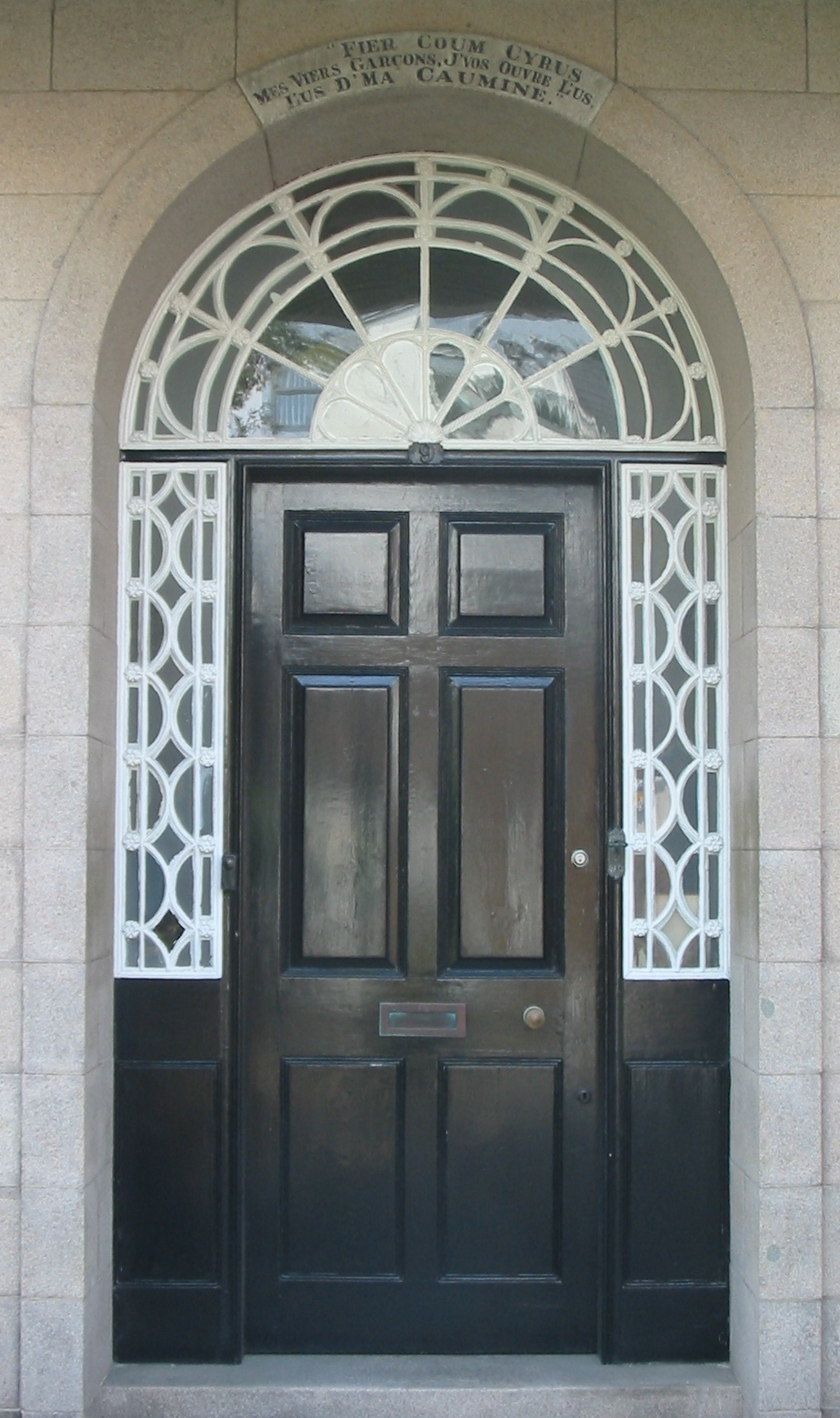
Puerta, Jersey
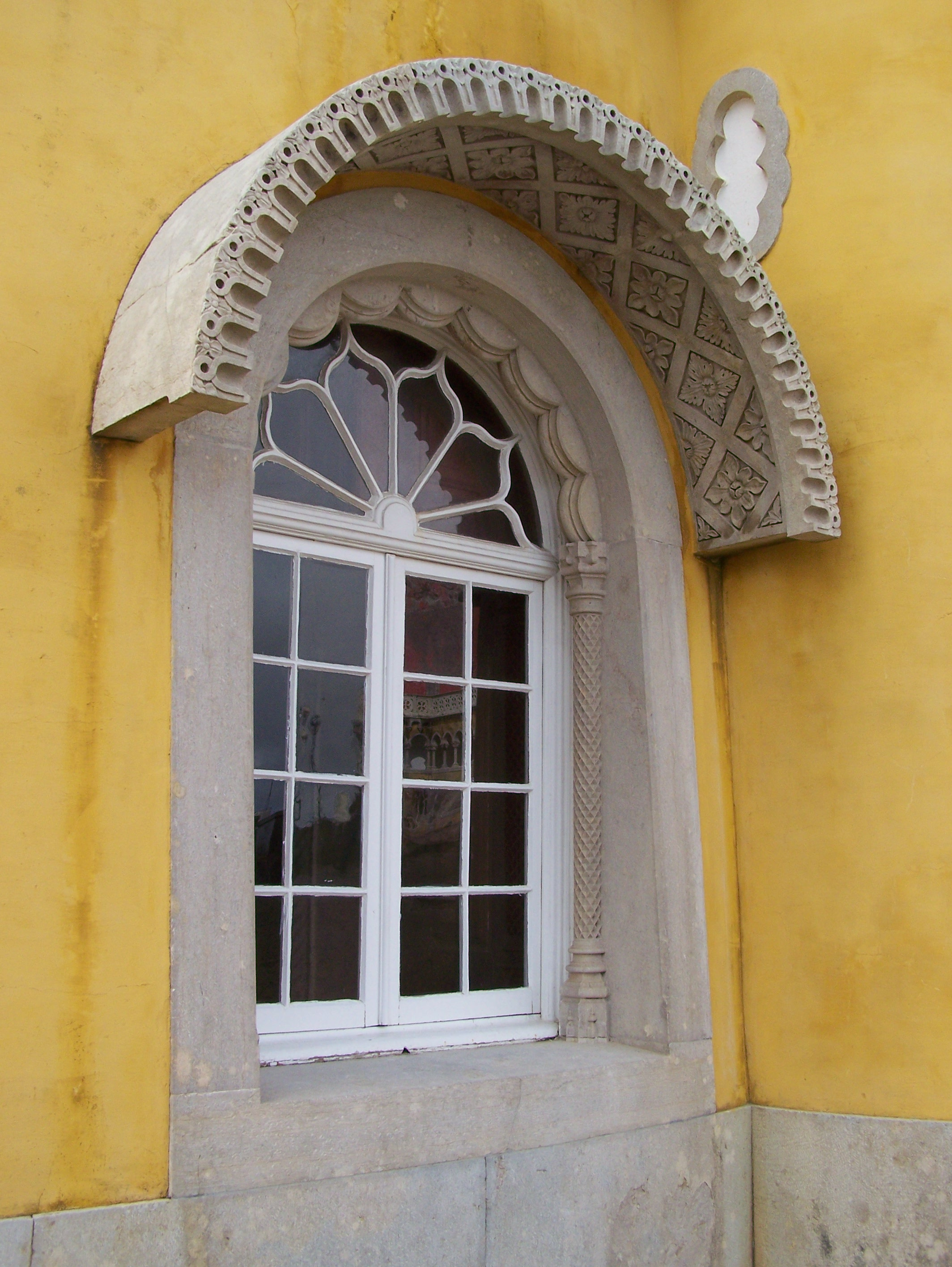
Palacio Nacional da Pena, Sintra, Portugal
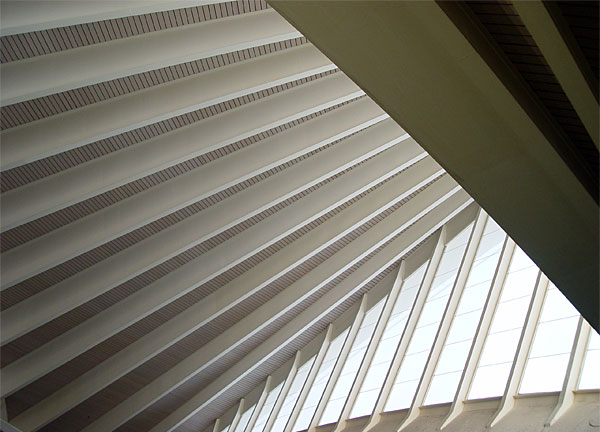
Ventanas del Aeropuerto del Bilbao
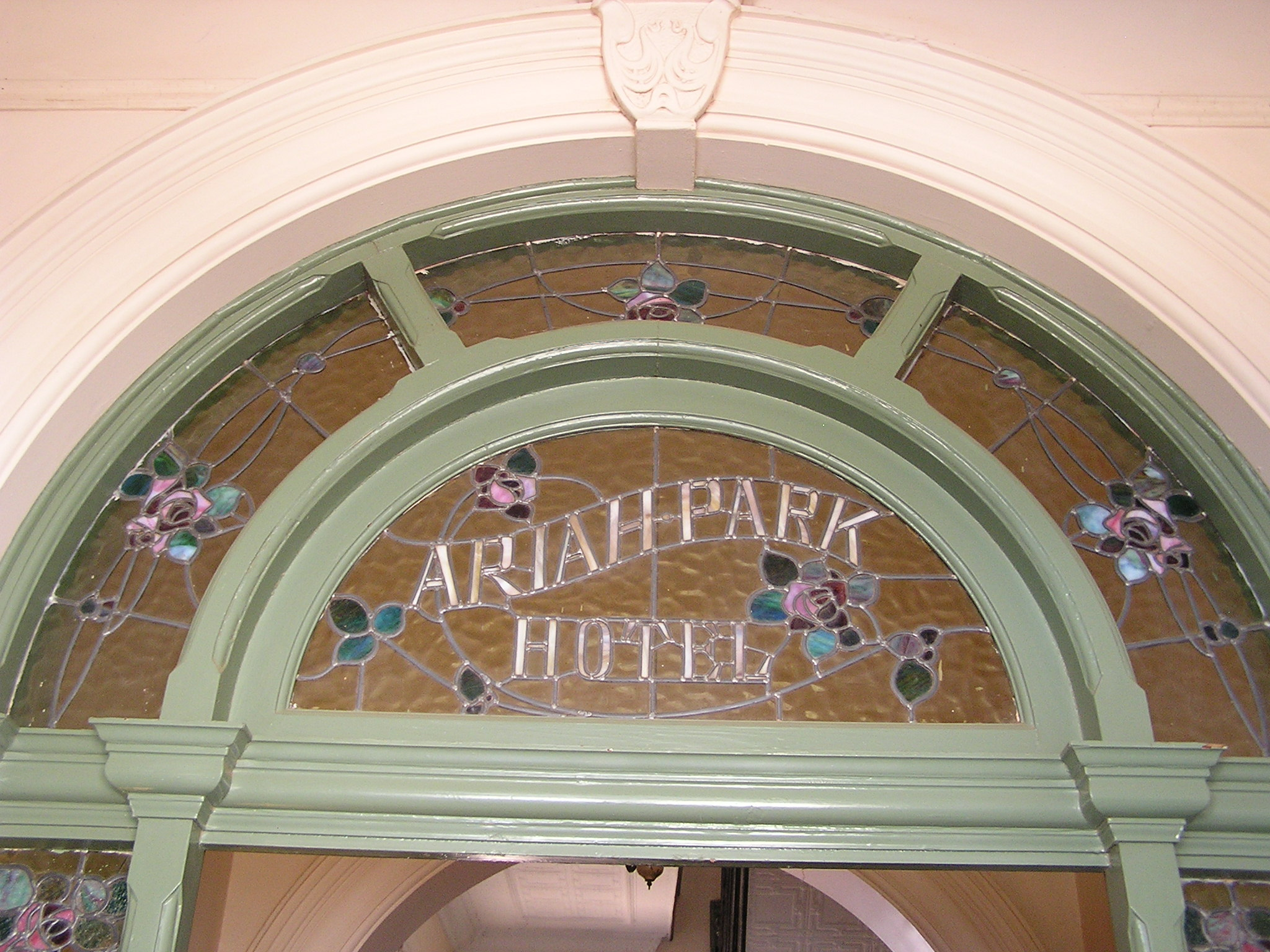
Hotel, Ariah Park, New South Wales